# Groupe d'armées Centre
Le groupe d'armées Centre (en allemand : Heeresgruppe Mitte) est une formation militaire de l'armée allemande (Wehrmacht) créée le 22 juin 1941 lors de la transformation de l'ancien groupe d'armées B.
Dirigé par le maréchal von Bock, fort de cinquante-sept divisions dont neuf blindées, le groupe d'armées Centre était le plus puissant des trois groupes d'armées participant à l'opération Barbarossa, l'invasion de l'Union soviétique. 
Le groupe d'armées Centre fut très largement détruit par l'offensive d'été soviétique déclenchée lors de l'opération Bagration (juin-juillet 1944). Les Soviétiques reprenaient ainsi possession de la Biélorussie, coupant le groupe d'armées Nord du reste de la Wehrmacht, écrasant le groupe d'armées Centre et, ce faisant, arrivaient aux portes de Varsovie. 
Repoussé dans les pays baltes, le groupe d'armées Centre reçut le 25 janvier 1945 le nom de groupe d'armées Nord, en même temps que le groupe d'armées A devint le nouveau groupe d'armées Centre.

## Commandement en chef
| Date             | Commandant                                |
| ---------------- | ----------------------------------------- |
| 22 juin 1941     | Generalfeldmarschall Fedor von Bock       |
| Décembre 1941    | Oberst Günther Blumentritt (bref intérim) |
| 19 décembre 1941 | Generalfeldmarschall Günther von Kluge    |
| 12 octobre 1943  | Generalfeldmarschall Ernst Busch          |
| 28 juin 1944     | Generalfeldmarschall Walter Model         |
| 16 août 1944     | Generaloberst Georg-Hans Reinhardt        |
| 17 janvier 1945  | Generalfeldmarschall Ferdinand Schörner   |

## Organisation
Troupes rattachées au groupe d'armées
- Nachrichten-Regiment 537
- Nachrichten-Regiment 537 (Aufstellung.2)
- Volks-Artillerie-Korps 405

Unités faisant partie du groupe d'armées
| Date      | Armées                                                                            |
| --------- | --------------------------------------------------------------------------------- |
| 1941      |                                                                                   |
| Juin      | 9e armée, 4e armée                                                                |
| Juillet   | Panzergruppe 3, 9e armée, 4e armée, Panzergruppe 2, z. Vfg. 2e armée              |
| Août      | Panzergruppe 3, 9e armée, 2e armée, Armeegruppe Guderian                          |
| Septembre | Panzergruppe 3, 9e armée, 4e armée, Panzergruppe 2, 2e armée                      |
| Octobre   | 9e armée, 4e armée, 2e Panzer Armee, 2e armée                                     |
| Novembre  | 9e armée, Panzergruppe 3, 4e armée, 2e Panzer Armee, 2e armée                     |
| 1942      |                                                                                   |
| Janvier   | 9e armée, 3e Panzer Armee, 4e Panzer Armee, 4e armée, 2e Panzer Armee, 2e Armée   |
| Février   | 2e Panzer Armee, 9e armée, 3e Panzer Armee, 4e armée, 4e Panzer Armee             |
| Mai       | 9e armée, 3e Panzer Armee, 4e armée, 2e Panzer Armee                              |
| 1943      |                                                                                   |
| Janvier   | LIX. AK, 9e armée, 2e Panzer Armee, 4e armée, 3e Panzer Armee                     |
| Février   | 3e Panzer Armee, 9e armée, 4e armée, 2e Panzer Armee                              |
| Mars      | 3e Panzer Armee, 9e armée, 4e armée, 2e Panzer Armee, 2e armée                    |
| Avril     | 3e Panzer Armee, 4e armée, 2e Panzer Armee, 2. Armee, z.Vfg. 9e armée             |
| Juillet   | 3e Panzer Armee, 4e armée, 2e Panzer Armee, 9e armée, 2e armée                    |
| Septembre | 3e Panzer Armee, 4e armée, 9e armée, 2e armée                                     |
| Novembre  | 3e Panzer Armee, 4e armée, 9e armée, 2e armée, Wehrmachtbefehlshaber (en) Ostland |
| 1944      |                                                                                   |
| Janvier   | 3e Panzer Armee, 4e armée, 9e armée, 2e armée                                     |
| Juillet   | 3e Panzer Armee, 4e armée, 2e armée, z.Vfg. 9e armée                              |
| Août      | 3e Panzer Armee, 4e armée, 2e armée, 6e SS Panzerkorps                            |
| 1945      |                                                                                   |
| Janvier   | 3e Panzer Armee, 4e armée, 2e armée                                               |
| Février*  | 4e Panzer Armee, 17e armée, 1. Panzerarmee                                        |
| Mai       | 7e armée, 4e Panzer Armee, 17e armée, 1re Panzer Armee                            |

* Changement de nom du groupe d'armées A en « groupe d'armées Centre » et du groupe d'armées Centre en groupe d'armées Nord